# Alois Hitler (filho)
Alois Hitler, nascido Alois Matzelsberger (Viena, 13 de janeiro de 1882 — Hamburgo, 20 de maio de 1956), filho de Alois Hitler (sênior) e Franziska Matzelsberger, foi meio-irmão de Adolf Hitler.

## Vida
Em 13 de janeiro de 1882 Franziska Matzelsberger deu á luz o filho ilegítimo de Alois Hitler, também batizado Alois, mas como não eram casados o nome de família da criança foi Matzelsberger. Alois Hitler casou com Franziska Matzelsberger após sua mulher Anna Glasl-Hörer ter ficado doente e morrido em 6 de abril de 1883. O casamento ocorreu em 22 de maio de 1883, em uma cerimônia em Braunau am Inn com alguns funcionários como testemunha. Alois tinha 45 anos de idade e Franziska 21. Eles então legitimaram o filho como Alois Hitler. Em seguida nasceu Angela Hitler. Quando ele tinha dois anos de idade sua mãe morreu, e seu pai casou a terceira vez, com Klara Hitler.
De acordo com seu filho William Patrick Stuart-Houston, nascido William Patrick Hitler, no final da década de 1890 Alois abandonou o lar paterno devido a conflitos com seu pai e relações não muito boas com sua madrasta. Após trabalhar como garçom aprendiz no Shelbourne Hotel em Dublin, Irlanda, foi preso por roubo e cumpriu uma pena de cinco meses em 1900, seguida por uma sentença de oito meses em 1902.

### Família
Em 1909 Alois Hitler conheceu a irlandesa Bridget Dowling na RDS Arena. Fugiram para Londres e casaram em 3 de junho de 1910. William Dowling, o pai de Bridget, ameaçou mandar prender Alois por sequestro, mas Bridget conseguiu contornar a situação.
O casal estabeleceu-se em Liverpool, onde o filho William Patrick Hitler nasceu em 1911. Moraram em um flat na 102 Upper Stanhope Street. A casa foi destruída no último bombardeio de Liverpool na Segunda Guerra Mundial, em 10 de janeiro de 1942. Não restou nada da casa nem das outras em sua vizinhança, sendo á área limpa e coberta de grama.
As memória de Bridget Dowling afirmam que Adolf Hitler morou com eles em Liverpool de 1912 a 1913, quando este fugia se esquivando do recrutamento militar em sua pátria Áustria-Hungria.
Alois Hitler estabeleceu-se com um pequeno restaurante em Dale Street, uma pensão na Parliament Street e um hotel no Mount Pleasant, mas todos estes empreendimentos falharam. Finalmente ele deixou sua família em maio de 1914 e retornou sozinho para o Império Alemão, para estabelecer-se no negócio de lâminas de barbear. A Primeira Guerra Mundial eclodiu logo depois, isolando Alois na Alemanha e impossibilitando sua mulher e o filho de se juntarem a ele. Alois casou com outra mulher, Hedwig Heidemann (ou Hedwig  Mickley), em 1916. Após a guerra Bridget foi informada que Alois estava morto.
O ardil de Alois Hitler foi descoberto pelas autoridades alemãs e Alois foi processado por bigamia em 1924, mas absolvido devido à intervenção de Bridget em seu nome.
William Patrick ficou com Alois e sua nova família durante as suas primeiras viagens à Alemanha da República de Weimar no final da década de 1920 e início da década de 1930. Em 1934 Alois estabeleceu um restaurante em Berlim, que tornou-se um local popular dos beberrões das Tropas de Assalto (SA). Alois conseguir manter o restaurante funcionando durante toda a Segunda Guerra Mundial. No final da guerra foi preso pelos britânicos, mas liberado quando ficou claro que ele não tinha participado do regime de seu irmão Adolf Hitler.
Seu filho com a segunda mulher, Heinz Hitler, morreu em uma prisão soviética em 1942, após ser capturado na Frente Oriental durante a guerra.

### Informação do censo
No censo do Reino Unido de 1911, Alois usou o nome Anton Hitler, trabalhando como garçom no Cafe Lyons no Toxteth Park. Sua mulher, Bridget, usou o nome Cissie, e o nome de William não foi alterado. Eles moravam com outras famílias em um prédio compartilhado.

### Morte
Alois morreu de causas naturais, em 1956.